# Abida partioti
Abida partioti ist eine Art der Kornschnecken (Chondrinidae) aus der Unterordnung der Landlungenschnecken (Stylommatophora).

## Merkmale
Das Gehäuse von Abida partioti ist 6,5 bis 8 mm hoch und 2,2 bis 2,7 mm breit. Es hat 9 bis 11 Windungen, die an der Peripherie schwach bis mäßig gewölbt sind. Es ist zylindrisch-spindelförmig und besitzt einen schlank-kegelförmigen Apex. Es ist braun gefärbt, und die Oberfläche ist regelmäßig und fein berippt. Die letzte, schief abgeflachte Windung hat an der Unterseite einen scharfen Kiel; sie verschmälert sich zur Mündung hin. Der Mündungsrand weist eine vergleichsweise stark verdickte, schwach wellenförmige weiße Lippe auf. Im Parietalbereich werden die Mündungsränder durch einen mehr oder weniger deutlich ausgebildeten Kallus miteinander verbunden. Die Mündungsbewehrung besteht aus schlanker Angularis und Parietalis, die schwach mit der Spiralis verbunden sind. Anstatt der Subangularis sind oft ein oder zwei kurze Fältchen vorhanden, die die Fortsetzung der feinen Rippen der letzten Windung bilden. Neben der Infraparietalis sind oft noch weitere Fältchen entwickelt. Die Columellaris ist vergleichsweise breit und kann durch eine dünne, besondere Falte nahe der obere Begrenzung der Spindelwand bis zur Mündungslippe heranreichen. Die Infracolumellaris ist deutlich dünner und verläuft um die Spindel herum nach vorne. Sie biegt zunächst nach unten, kann an der niedrigsten Stelle unterbrochen sein und steigt wieder nach oben. Die drei Palatalfalten (Palatalis superior, Palatalis inferior, Infraparietalis) sind jeweils als Doppelhöcker ausgebildet und erstrecken sich bis zur Mündungslippe. Zusätzlich kommen noch eine Suprapalatalis und eine Szturalis hinzu, sodass insgesamt bis zu 11 „Zähne“ vorhanden sein können. Weiter können an der Mündungslippe noch schwache Randfältchen vorhanden sein. Im Bereich der Palatalis superior ist die Gehäusewand etwas eingedrückt, im Bereich der Infrapalatalis ist es eingekerbt und bildet außen eine kurze spiralige Furche. Eine weitere Einkerbung im Bereich des Nabels betont den kurzen basalen Kiel. Der Nabel ist sehr eng und in der Ansicht senkrecht von unten nicht zu sehen.
Im männlichen Teil des Geschlechtsapparates ist der Samenleiter im basalen Bereich des Penis mit dem Gewebe der Peniswand verwachsen. Der Samenleiter erweitert sich danach zu einem Epiphallus. Penis und Epiphallus bilden eine Schleife. Dabei ist der Penis etwa länger als der Epiphallus; der Übergang Epiphallus/Penis ist also nicht an der Umbiegestelle der Schleife, sondern wird durch einen kurzen, rudimentären Blindsack (Caecum oder Flagellum) markiert. Der Penisretraktormuskel setzt unterhalb der Mitte der Schleife an Penis und Epiphallus an. Der Penis ist etwa so lang wie die Vagina, während der freie Eileiter etwas kürzer als die Vagina ist. Der Stiel der Samenblase ist an der Verzweigung freier Eileiter/Stiel weniger als doppelt so breit. Er ist nicht in das Gewebe der Prostatadrüse eingebettet und erreicht nur die Höhe der Prostata. Die Radula hat in der Halbquerreihe neben dem Hauptzahn 18 bis 19 Seitenzähne.

### Ähnliche Arten
Abida partioti unterscheidet die Ausbildung ihrer Spindelfalten (Columellarfalten) von den anderen Abida-Arten.

## Geographische Verbreitung und Lebensraum
Das Verbreitungsgebiet von Abida partioti ist überwiegend auf den zentralen Teil der Pyrenäen südlich des Hauptkammes, etwa vom Rio Segre im Osten bis zum Tal des Rio Aragon im Westen beschränkt. Es gibt außerdem ein paar wenige Nachweise aus Gebieten nördlich des Pyrenäenhauptkammes. Die Fundorte liegen zwischen 500 und 1500 m über Meereshöhe. Die Tiere leben auf kalkhaltigen Felsen und im Geröll.

## Taxonomie
Das Taxon wurde 1848 von Alfred Moquin-Tandon in Alfred de Saint-Simon als Pupa partioti aufgestellt. Er hatte die Art zunächst unter Pupa labiosa an Emil Adolf Roßmäßler zur Publikation in dessen „Iconographie der Land- und Süsswasser-Mollusken“ geschickt. Dieser Name war jedoch ein sekundäres Homonym von Bulimus labiosus Bruguière, 1792 und wurde darum von Moquin-Tandon durch Pupa partioti ersetzt. Zur Publikation in der „Iconographie der Land- und Süsswasser-Mollusken“ scheint es jedoch nicht gekommen zu sein. Die Veröffentlichung in Saint-Simon ist die Originalpublikation. Synonyme nach Edmund Gittenberger und der Fauna Europaea sind:
- Pupa cristella Westerlund, 1887
- Pupa dupuyi Westerlund, 1875
- Pupa lallemantiana Bourguignat, 1864
- Pupa letourneuxi Bourguignat, 1864

Die Fauna Europaea listet auch Abida escudiei Geniez & Bertrand 2001 als Synonym; die Art wird jedoch von Welter Schultes als eigenständige Art anerkannt. Auch nach dem Fundort von Abida escudei (Villedubert, Département Aude, Region Okzitanien, Frankreich) und der bekannten Verbreitung von Abida partioti ist eine Identität der beiden Taxa sehr unwahrscheinlich.

## Gefährdung
Nach der Einschätzung der International Union for Conservation of Nature and Natural Resources (IUCN) ist die Art trotz ihres kleinen Verbreitungsgebietes nicht gefährdet.

## Belege